# Opposition (échecs)
Pour les articles homonymes, voir Opposition.
Cet article utilise la notation algébrique pour décrire des coups du jeu d'échecs.
Au jeu d'échecs, l'opposition est un concept qui joue un rôle essentiel dans de nombreuses finales.

## Définition
|   | a | b | c | d | e | f | g | h |   |
| 8 | Roi noir sur case blanche e6 · croix noire sur case blanche d5 · croix noire sur case noire e5 · croix noire sur case blanche f5 · Roi blanc sur case blanche e4 | Roi noir sur case blanche e6 · croix noire sur case blanche d5 · croix noire sur case noire e5 · croix noire sur case blanche f5 · Roi blanc sur case blanche e4 | Roi noir sur case blanche e6 · croix noire sur case blanche d5 · croix noire sur case noire e5 · croix noire sur case blanche f5 · Roi blanc sur case blanche e4 | Roi noir sur case blanche e6 · croix noire sur case blanche d5 · croix noire sur case noire e5 · croix noire sur case blanche f5 · Roi blanc sur case blanche e4 | Roi noir sur case blanche e6 · croix noire sur case blanche d5 · croix noire sur case noire e5 · croix noire sur case blanche f5 · Roi blanc sur case blanche e4 | Roi noir sur case blanche e6 · croix noire sur case blanche d5 · croix noire sur case noire e5 · croix noire sur case blanche f5 · Roi blanc sur case blanche e4 | Roi noir sur case blanche e6 · croix noire sur case blanche d5 · croix noire sur case noire e5 · croix noire sur case blanche f5 · Roi blanc sur case blanche e4 | Roi noir sur case blanche e6 · croix noire sur case blanche d5 · croix noire sur case noire e5 · croix noire sur case blanche f5 · Roi blanc sur case blanche e4 | 8 |
| 7 | Roi noir sur case blanche e6 · croix noire sur case blanche d5 · croix noire sur case noire e5 · croix noire sur case blanche f5 · Roi blanc sur case blanche e4 | Roi noir sur case blanche e6 · croix noire sur case blanche d5 · croix noire sur case noire e5 · croix noire sur case blanche f5 · Roi blanc sur case blanche e4 | Roi noir sur case blanche e6 · croix noire sur case blanche d5 · croix noire sur case noire e5 · croix noire sur case blanche f5 · Roi blanc sur case blanche e4 | Roi noir sur case blanche e6 · croix noire sur case blanche d5 · croix noire sur case noire e5 · croix noire sur case blanche f5 · Roi blanc sur case blanche e4 | Roi noir sur case blanche e6 · croix noire sur case blanche d5 · croix noire sur case noire e5 · croix noire sur case blanche f5 · Roi blanc sur case blanche e4 | Roi noir sur case blanche e6 · croix noire sur case blanche d5 · croix noire sur case noire e5 · croix noire sur case blanche f5 · Roi blanc sur case blanche e4 | Roi noir sur case blanche e6 · croix noire sur case blanche d5 · croix noire sur case noire e5 · croix noire sur case blanche f5 · Roi blanc sur case blanche e4 | Roi noir sur case blanche e6 · croix noire sur case blanche d5 · croix noire sur case noire e5 · croix noire sur case blanche f5 · Roi blanc sur case blanche e4 | 7 |
| 6 | Roi noir sur case blanche e6 · croix noire sur case blanche d5 · croix noire sur case noire e5 · croix noire sur case blanche f5 · Roi blanc sur case blanche e4 | Roi noir sur case blanche e6 · croix noire sur case blanche d5 · croix noire sur case noire e5 · croix noire sur case blanche f5 · Roi blanc sur case blanche e4 | Roi noir sur case blanche e6 · croix noire sur case blanche d5 · croix noire sur case noire e5 · croix noire sur case blanche f5 · Roi blanc sur case blanche e4 | Roi noir sur case blanche e6 · croix noire sur case blanche d5 · croix noire sur case noire e5 · croix noire sur case blanche f5 · Roi blanc sur case blanche e4 | Roi noir sur case blanche e6 · croix noire sur case blanche d5 · croix noire sur case noire e5 · croix noire sur case blanche f5 · Roi blanc sur case blanche e4 | Roi noir sur case blanche e6 · croix noire sur case blanche d5 · croix noire sur case noire e5 · croix noire sur case blanche f5 · Roi blanc sur case blanche e4 | Roi noir sur case blanche e6 · croix noire sur case blanche d5 · croix noire sur case noire e5 · croix noire sur case blanche f5 · Roi blanc sur case blanche e4 | Roi noir sur case blanche e6 · croix noire sur case blanche d5 · croix noire sur case noire e5 · croix noire sur case blanche f5 · Roi blanc sur case blanche e4 | 6 |
| 5 | Roi noir sur case blanche e6 · croix noire sur case blanche d5 · croix noire sur case noire e5 · croix noire sur case blanche f5 · Roi blanc sur case blanche e4 | Roi noir sur case blanche e6 · croix noire sur case blanche d5 · croix noire sur case noire e5 · croix noire sur case blanche f5 · Roi blanc sur case blanche e4 | Roi noir sur case blanche e6 · croix noire sur case blanche d5 · croix noire sur case noire e5 · croix noire sur case blanche f5 · Roi blanc sur case blanche e4 | Roi noir sur case blanche e6 · croix noire sur case blanche d5 · croix noire sur case noire e5 · croix noire sur case blanche f5 · Roi blanc sur case blanche e4 | Roi noir sur case blanche e6 · croix noire sur case blanche d5 · croix noire sur case noire e5 · croix noire sur case blanche f5 · Roi blanc sur case blanche e4 | Roi noir sur case blanche e6 · croix noire sur case blanche d5 · croix noire sur case noire e5 · croix noire sur case blanche f5 · Roi blanc sur case blanche e4 | Roi noir sur case blanche e6 · croix noire sur case blanche d5 · croix noire sur case noire e5 · croix noire sur case blanche f5 · Roi blanc sur case blanche e4 | Roi noir sur case blanche e6 · croix noire sur case blanche d5 · croix noire sur case noire e5 · croix noire sur case blanche f5 · Roi blanc sur case blanche e4 | 5 |
| 4 | Roi noir sur case blanche e6 · croix noire sur case blanche d5 · croix noire sur case noire e5 · croix noire sur case blanche f5 · Roi blanc sur case blanche e4 | Roi noir sur case blanche e6 · croix noire sur case blanche d5 · croix noire sur case noire e5 · croix noire sur case blanche f5 · Roi blanc sur case blanche e4 | Roi noir sur case blanche e6 · croix noire sur case blanche d5 · croix noire sur case noire e5 · croix noire sur case blanche f5 · Roi blanc sur case blanche e4 | Roi noir sur case blanche e6 · croix noire sur case blanche d5 · croix noire sur case noire e5 · croix noire sur case blanche f5 · Roi blanc sur case blanche e4 | Roi noir sur case blanche e6 · croix noire sur case blanche d5 · croix noire sur case noire e5 · croix noire sur case blanche f5 · Roi blanc sur case blanche e4 | Roi noir sur case blanche e6 · croix noire sur case blanche d5 · croix noire sur case noire e5 · croix noire sur case blanche f5 · Roi blanc sur case blanche e4 | Roi noir sur case blanche e6 · croix noire sur case blanche d5 · croix noire sur case noire e5 · croix noire sur case blanche f5 · Roi blanc sur case blanche e4 | Roi noir sur case blanche e6 · croix noire sur case blanche d5 · croix noire sur case noire e5 · croix noire sur case blanche f5 · Roi blanc sur case blanche e4 | 4 |
| 3 | Roi noir sur case blanche e6 · croix noire sur case blanche d5 · croix noire sur case noire e5 · croix noire sur case blanche f5 · Roi blanc sur case blanche e4 | Roi noir sur case blanche e6 · croix noire sur case blanche d5 · croix noire sur case noire e5 · croix noire sur case blanche f5 · Roi blanc sur case blanche e4 | Roi noir sur case blanche e6 · croix noire sur case blanche d5 · croix noire sur case noire e5 · croix noire sur case blanche f5 · Roi blanc sur case blanche e4 | Roi noir sur case blanche e6 · croix noire sur case blanche d5 · croix noire sur case noire e5 · croix noire sur case blanche f5 · Roi blanc sur case blanche e4 | Roi noir sur case blanche e6 · croix noire sur case blanche d5 · croix noire sur case noire e5 · croix noire sur case blanche f5 · Roi blanc sur case blanche e4 | Roi noir sur case blanche e6 · croix noire sur case blanche d5 · croix noire sur case noire e5 · croix noire sur case blanche f5 · Roi blanc sur case blanche e4 | Roi noir sur case blanche e6 · croix noire sur case blanche d5 · croix noire sur case noire e5 · croix noire sur case blanche f5 · Roi blanc sur case blanche e4 | Roi noir sur case blanche e6 · croix noire sur case blanche d5 · croix noire sur case noire e5 · croix noire sur case blanche f5 · Roi blanc sur case blanche e4 | 3 |
| 2 | Roi noir sur case blanche e6 · croix noire sur case blanche d5 · croix noire sur case noire e5 · croix noire sur case blanche f5 · Roi blanc sur case blanche e4 | Roi noir sur case blanche e6 · croix noire sur case blanche d5 · croix noire sur case noire e5 · croix noire sur case blanche f5 · Roi blanc sur case blanche e4 | Roi noir sur case blanche e6 · croix noire sur case blanche d5 · croix noire sur case noire e5 · croix noire sur case blanche f5 · Roi blanc sur case blanche e4 | Roi noir sur case blanche e6 · croix noire sur case blanche d5 · croix noire sur case noire e5 · croix noire sur case blanche f5 · Roi blanc sur case blanche e4 | Roi noir sur case blanche e6 · croix noire sur case blanche d5 · croix noire sur case noire e5 · croix noire sur case blanche f5 · Roi blanc sur case blanche e4 | Roi noir sur case blanche e6 · croix noire sur case blanche d5 · croix noire sur case noire e5 · croix noire sur case blanche f5 · Roi blanc sur case blanche e4 | Roi noir sur case blanche e6 · croix noire sur case blanche d5 · croix noire sur case noire e5 · croix noire sur case blanche f5 · Roi blanc sur case blanche e4 | Roi noir sur case blanche e6 · croix noire sur case blanche d5 · croix noire sur case noire e5 · croix noire sur case blanche f5 · Roi blanc sur case blanche e4 | 2 |
| 1 | Roi noir sur case blanche e6 · croix noire sur case blanche d5 · croix noire sur case noire e5 · croix noire sur case blanche f5 · Roi blanc sur case blanche e4 | Roi noir sur case blanche e6 · croix noire sur case blanche d5 · croix noire sur case noire e5 · croix noire sur case blanche f5 · Roi blanc sur case blanche e4 | Roi noir sur case blanche e6 · croix noire sur case blanche d5 · croix noire sur case noire e5 · croix noire sur case blanche f5 · Roi blanc sur case blanche e4 | Roi noir sur case blanche e6 · croix noire sur case blanche d5 · croix noire sur case noire e5 · croix noire sur case blanche f5 · Roi blanc sur case blanche e4 | Roi noir sur case blanche e6 · croix noire sur case blanche d5 · croix noire sur case noire e5 · croix noire sur case blanche f5 · Roi blanc sur case blanche e4 | Roi noir sur case blanche e6 · croix noire sur case blanche d5 · croix noire sur case noire e5 · croix noire sur case blanche f5 · Roi blanc sur case blanche e4 | Roi noir sur case blanche e6 · croix noire sur case blanche d5 · croix noire sur case noire e5 · croix noire sur case blanche f5 · Roi blanc sur case blanche e4 | Roi noir sur case blanche e6 · croix noire sur case blanche d5 · croix noire sur case noire e5 · croix noire sur case blanche f5 · Roi blanc sur case blanche e4 | 1 |
|   | a | b | c | d | e | f | g | h |   |

L'opposition désigne toujours l'opposition des Rois. Le concept ne prend donc son sens que dans la phase finale de la partie, quand les Rois s'aventurent hors du rempart protecteur derrière lequel ils se sont abrités jusque-là.
L'opposition désigne la situation dans laquelle les rois se font face sur l'échiquier.
Sur le diagramme, les deux rois sont en opposition. Ils se bloquent mutuellement : aucun des deux ne peut s'avancer sur la 5e rangée. Dans une telle situation, le camp qui a le trait est en « Zugzwang » et « perd l'opposition », ce qui est généralement négatif : dans le cas d'espèce, la perte de l'opposition permet au roi ennemi d'avancer. A contrario, « prendre l'opposition » est avantageux.

## Typologie
|   | a | b | c | d | e | f | g | h |   |
| 8 | Roi noir sur case blanche b7 · Roi noir sur case blanche h7 · Roi noir sur case blanche b5 · Roi noir sur case blanche f5 · Roi noir sur case blanche b3 · Roi noir sur case blanche d3 · Roi blanc sur case blanche b1 · Roi noir sur case blanche d1 · Roi noir sur case blanche f1 · Roi noir sur case blanche h1 | Roi noir sur case blanche b7 · Roi noir sur case blanche h7 · Roi noir sur case blanche b5 · Roi noir sur case blanche f5 · Roi noir sur case blanche b3 · Roi noir sur case blanche d3 · Roi blanc sur case blanche b1 · Roi noir sur case blanche d1 · Roi noir sur case blanche f1 · Roi noir sur case blanche h1 | Roi noir sur case blanche b7 · Roi noir sur case blanche h7 · Roi noir sur case blanche b5 · Roi noir sur case blanche f5 · Roi noir sur case blanche b3 · Roi noir sur case blanche d3 · Roi blanc sur case blanche b1 · Roi noir sur case blanche d1 · Roi noir sur case blanche f1 · Roi noir sur case blanche h1 | Roi noir sur case blanche b7 · Roi noir sur case blanche h7 · Roi noir sur case blanche b5 · Roi noir sur case blanche f5 · Roi noir sur case blanche b3 · Roi noir sur case blanche d3 · Roi blanc sur case blanche b1 · Roi noir sur case blanche d1 · Roi noir sur case blanche f1 · Roi noir sur case blanche h1 | Roi noir sur case blanche b7 · Roi noir sur case blanche h7 · Roi noir sur case blanche b5 · Roi noir sur case blanche f5 · Roi noir sur case blanche b3 · Roi noir sur case blanche d3 · Roi blanc sur case blanche b1 · Roi noir sur case blanche d1 · Roi noir sur case blanche f1 · Roi noir sur case blanche h1 | Roi noir sur case blanche b7 · Roi noir sur case blanche h7 · Roi noir sur case blanche b5 · Roi noir sur case blanche f5 · Roi noir sur case blanche b3 · Roi noir sur case blanche d3 · Roi blanc sur case blanche b1 · Roi noir sur case blanche d1 · Roi noir sur case blanche f1 · Roi noir sur case blanche h1 | Roi noir sur case blanche b7 · Roi noir sur case blanche h7 · Roi noir sur case blanche b5 · Roi noir sur case blanche f5 · Roi noir sur case blanche b3 · Roi noir sur case blanche d3 · Roi blanc sur case blanche b1 · Roi noir sur case blanche d1 · Roi noir sur case blanche f1 · Roi noir sur case blanche h1 | Roi noir sur case blanche b7 · Roi noir sur case blanche h7 · Roi noir sur case blanche b5 · Roi noir sur case blanche f5 · Roi noir sur case blanche b3 · Roi noir sur case blanche d3 · Roi blanc sur case blanche b1 · Roi noir sur case blanche d1 · Roi noir sur case blanche f1 · Roi noir sur case blanche h1 | 8 |
| 7 | Roi noir sur case blanche b7 · Roi noir sur case blanche h7 · Roi noir sur case blanche b5 · Roi noir sur case blanche f5 · Roi noir sur case blanche b3 · Roi noir sur case blanche d3 · Roi blanc sur case blanche b1 · Roi noir sur case blanche d1 · Roi noir sur case blanche f1 · Roi noir sur case blanche h1 | Roi noir sur case blanche b7 · Roi noir sur case blanche h7 · Roi noir sur case blanche b5 · Roi noir sur case blanche f5 · Roi noir sur case blanche b3 · Roi noir sur case blanche d3 · Roi blanc sur case blanche b1 · Roi noir sur case blanche d1 · Roi noir sur case blanche f1 · Roi noir sur case blanche h1 | Roi noir sur case blanche b7 · Roi noir sur case blanche h7 · Roi noir sur case blanche b5 · Roi noir sur case blanche f5 · Roi noir sur case blanche b3 · Roi noir sur case blanche d3 · Roi blanc sur case blanche b1 · Roi noir sur case blanche d1 · Roi noir sur case blanche f1 · Roi noir sur case blanche h1 | Roi noir sur case blanche b7 · Roi noir sur case blanche h7 · Roi noir sur case blanche b5 · Roi noir sur case blanche f5 · Roi noir sur case blanche b3 · Roi noir sur case blanche d3 · Roi blanc sur case blanche b1 · Roi noir sur case blanche d1 · Roi noir sur case blanche f1 · Roi noir sur case blanche h1 | Roi noir sur case blanche b7 · Roi noir sur case blanche h7 · Roi noir sur case blanche b5 · Roi noir sur case blanche f5 · Roi noir sur case blanche b3 · Roi noir sur case blanche d3 · Roi blanc sur case blanche b1 · Roi noir sur case blanche d1 · Roi noir sur case blanche f1 · Roi noir sur case blanche h1 | Roi noir sur case blanche b7 · Roi noir sur case blanche h7 · Roi noir sur case blanche b5 · Roi noir sur case blanche f5 · Roi noir sur case blanche b3 · Roi noir sur case blanche d3 · Roi blanc sur case blanche b1 · Roi noir sur case blanche d1 · Roi noir sur case blanche f1 · Roi noir sur case blanche h1 | Roi noir sur case blanche b7 · Roi noir sur case blanche h7 · Roi noir sur case blanche b5 · Roi noir sur case blanche f5 · Roi noir sur case blanche b3 · Roi noir sur case blanche d3 · Roi blanc sur case blanche b1 · Roi noir sur case blanche d1 · Roi noir sur case blanche f1 · Roi noir sur case blanche h1 | Roi noir sur case blanche b7 · Roi noir sur case blanche h7 · Roi noir sur case blanche b5 · Roi noir sur case blanche f5 · Roi noir sur case blanche b3 · Roi noir sur case blanche d3 · Roi blanc sur case blanche b1 · Roi noir sur case blanche d1 · Roi noir sur case blanche f1 · Roi noir sur case blanche h1 | 7 |
| 6 | Roi noir sur case blanche b7 · Roi noir sur case blanche h7 · Roi noir sur case blanche b5 · Roi noir sur case blanche f5 · Roi noir sur case blanche b3 · Roi noir sur case blanche d3 · Roi blanc sur case blanche b1 · Roi noir sur case blanche d1 · Roi noir sur case blanche f1 · Roi noir sur case blanche h1 | Roi noir sur case blanche b7 · Roi noir sur case blanche h7 · Roi noir sur case blanche b5 · Roi noir sur case blanche f5 · Roi noir sur case blanche b3 · Roi noir sur case blanche d3 · Roi blanc sur case blanche b1 · Roi noir sur case blanche d1 · Roi noir sur case blanche f1 · Roi noir sur case blanche h1 | Roi noir sur case blanche b7 · Roi noir sur case blanche h7 · Roi noir sur case blanche b5 · Roi noir sur case blanche f5 · Roi noir sur case blanche b3 · Roi noir sur case blanche d3 · Roi blanc sur case blanche b1 · Roi noir sur case blanche d1 · Roi noir sur case blanche f1 · Roi noir sur case blanche h1 | Roi noir sur case blanche b7 · Roi noir sur case blanche h7 · Roi noir sur case blanche b5 · Roi noir sur case blanche f5 · Roi noir sur case blanche b3 · Roi noir sur case blanche d3 · Roi blanc sur case blanche b1 · Roi noir sur case blanche d1 · Roi noir sur case blanche f1 · Roi noir sur case blanche h1 | Roi noir sur case blanche b7 · Roi noir sur case blanche h7 · Roi noir sur case blanche b5 · Roi noir sur case blanche f5 · Roi noir sur case blanche b3 · Roi noir sur case blanche d3 · Roi blanc sur case blanche b1 · Roi noir sur case blanche d1 · Roi noir sur case blanche f1 · Roi noir sur case blanche h1 | Roi noir sur case blanche b7 · Roi noir sur case blanche h7 · Roi noir sur case blanche b5 · Roi noir sur case blanche f5 · Roi noir sur case blanche b3 · Roi noir sur case blanche d3 · Roi blanc sur case blanche b1 · Roi noir sur case blanche d1 · Roi noir sur case blanche f1 · Roi noir sur case blanche h1 | Roi noir sur case blanche b7 · Roi noir sur case blanche h7 · Roi noir sur case blanche b5 · Roi noir sur case blanche f5 · Roi noir sur case blanche b3 · Roi noir sur case blanche d3 · Roi blanc sur case blanche b1 · Roi noir sur case blanche d1 · Roi noir sur case blanche f1 · Roi noir sur case blanche h1 | Roi noir sur case blanche b7 · Roi noir sur case blanche h7 · Roi noir sur case blanche b5 · Roi noir sur case blanche f5 · Roi noir sur case blanche b3 · Roi noir sur case blanche d3 · Roi blanc sur case blanche b1 · Roi noir sur case blanche d1 · Roi noir sur case blanche f1 · Roi noir sur case blanche h1 | 6 |
| 5 | Roi noir sur case blanche b7 · Roi noir sur case blanche h7 · Roi noir sur case blanche b5 · Roi noir sur case blanche f5 · Roi noir sur case blanche b3 · Roi noir sur case blanche d3 · Roi blanc sur case blanche b1 · Roi noir sur case blanche d1 · Roi noir sur case blanche f1 · Roi noir sur case blanche h1 | Roi noir sur case blanche b7 · Roi noir sur case blanche h7 · Roi noir sur case blanche b5 · Roi noir sur case blanche f5 · Roi noir sur case blanche b3 · Roi noir sur case blanche d3 · Roi blanc sur case blanche b1 · Roi noir sur case blanche d1 · Roi noir sur case blanche f1 · Roi noir sur case blanche h1 | Roi noir sur case blanche b7 · Roi noir sur case blanche h7 · Roi noir sur case blanche b5 · Roi noir sur case blanche f5 · Roi noir sur case blanche b3 · Roi noir sur case blanche d3 · Roi blanc sur case blanche b1 · Roi noir sur case blanche d1 · Roi noir sur case blanche f1 · Roi noir sur case blanche h1 | Roi noir sur case blanche b7 · Roi noir sur case blanche h7 · Roi noir sur case blanche b5 · Roi noir sur case blanche f5 · Roi noir sur case blanche b3 · Roi noir sur case blanche d3 · Roi blanc sur case blanche b1 · Roi noir sur case blanche d1 · Roi noir sur case blanche f1 · Roi noir sur case blanche h1 | Roi noir sur case blanche b7 · Roi noir sur case blanche h7 · Roi noir sur case blanche b5 · Roi noir sur case blanche f5 · Roi noir sur case blanche b3 · Roi noir sur case blanche d3 · Roi blanc sur case blanche b1 · Roi noir sur case blanche d1 · Roi noir sur case blanche f1 · Roi noir sur case blanche h1 | Roi noir sur case blanche b7 · Roi noir sur case blanche h7 · Roi noir sur case blanche b5 · Roi noir sur case blanche f5 · Roi noir sur case blanche b3 · Roi noir sur case blanche d3 · Roi blanc sur case blanche b1 · Roi noir sur case blanche d1 · Roi noir sur case blanche f1 · Roi noir sur case blanche h1 | Roi noir sur case blanche b7 · Roi noir sur case blanche h7 · Roi noir sur case blanche b5 · Roi noir sur case blanche f5 · Roi noir sur case blanche b3 · Roi noir sur case blanche d3 · Roi blanc sur case blanche b1 · Roi noir sur case blanche d1 · Roi noir sur case blanche f1 · Roi noir sur case blanche h1 | Roi noir sur case blanche b7 · Roi noir sur case blanche h7 · Roi noir sur case blanche b5 · Roi noir sur case blanche f5 · Roi noir sur case blanche b3 · Roi noir sur case blanche d3 · Roi blanc sur case blanche b1 · Roi noir sur case blanche d1 · Roi noir sur case blanche f1 · Roi noir sur case blanche h1 | 5 |
| 4 | Roi noir sur case blanche b7 · Roi noir sur case blanche h7 · Roi noir sur case blanche b5 · Roi noir sur case blanche f5 · Roi noir sur case blanche b3 · Roi noir sur case blanche d3 · Roi blanc sur case blanche b1 · Roi noir sur case blanche d1 · Roi noir sur case blanche f1 · Roi noir sur case blanche h1 | Roi noir sur case blanche b7 · Roi noir sur case blanche h7 · Roi noir sur case blanche b5 · Roi noir sur case blanche f5 · Roi noir sur case blanche b3 · Roi noir sur case blanche d3 · Roi blanc sur case blanche b1 · Roi noir sur case blanche d1 · Roi noir sur case blanche f1 · Roi noir sur case blanche h1 | Roi noir sur case blanche b7 · Roi noir sur case blanche h7 · Roi noir sur case blanche b5 · Roi noir sur case blanche f5 · Roi noir sur case blanche b3 · Roi noir sur case blanche d3 · Roi blanc sur case blanche b1 · Roi noir sur case blanche d1 · Roi noir sur case blanche f1 · Roi noir sur case blanche h1 | Roi noir sur case blanche b7 · Roi noir sur case blanche h7 · Roi noir sur case blanche b5 · Roi noir sur case blanche f5 · Roi noir sur case blanche b3 · Roi noir sur case blanche d3 · Roi blanc sur case blanche b1 · Roi noir sur case blanche d1 · Roi noir sur case blanche f1 · Roi noir sur case blanche h1 | Roi noir sur case blanche b7 · Roi noir sur case blanche h7 · Roi noir sur case blanche b5 · Roi noir sur case blanche f5 · Roi noir sur case blanche b3 · Roi noir sur case blanche d3 · Roi blanc sur case blanche b1 · Roi noir sur case blanche d1 · Roi noir sur case blanche f1 · Roi noir sur case blanche h1 | Roi noir sur case blanche b7 · Roi noir sur case blanche h7 · Roi noir sur case blanche b5 · Roi noir sur case blanche f5 · Roi noir sur case blanche b3 · Roi noir sur case blanche d3 · Roi blanc sur case blanche b1 · Roi noir sur case blanche d1 · Roi noir sur case blanche f1 · Roi noir sur case blanche h1 | Roi noir sur case blanche b7 · Roi noir sur case blanche h7 · Roi noir sur case blanche b5 · Roi noir sur case blanche f5 · Roi noir sur case blanche b3 · Roi noir sur case blanche d3 · Roi blanc sur case blanche b1 · Roi noir sur case blanche d1 · Roi noir sur case blanche f1 · Roi noir sur case blanche h1 | Roi noir sur case blanche b7 · Roi noir sur case blanche h7 · Roi noir sur case blanche b5 · Roi noir sur case blanche f5 · Roi noir sur case blanche b3 · Roi noir sur case blanche d3 · Roi blanc sur case blanche b1 · Roi noir sur case blanche d1 · Roi noir sur case blanche f1 · Roi noir sur case blanche h1 | 4 |
| 3 | Roi noir sur case blanche b7 · Roi noir sur case blanche h7 · Roi noir sur case blanche b5 · Roi noir sur case blanche f5 · Roi noir sur case blanche b3 · Roi noir sur case blanche d3 · Roi blanc sur case blanche b1 · Roi noir sur case blanche d1 · Roi noir sur case blanche f1 · Roi noir sur case blanche h1 | Roi noir sur case blanche b7 · Roi noir sur case blanche h7 · Roi noir sur case blanche b5 · Roi noir sur case blanche f5 · Roi noir sur case blanche b3 · Roi noir sur case blanche d3 · Roi blanc sur case blanche b1 · Roi noir sur case blanche d1 · Roi noir sur case blanche f1 · Roi noir sur case blanche h1 | Roi noir sur case blanche b7 · Roi noir sur case blanche h7 · Roi noir sur case blanche b5 · Roi noir sur case blanche f5 · Roi noir sur case blanche b3 · Roi noir sur case blanche d3 · Roi blanc sur case blanche b1 · Roi noir sur case blanche d1 · Roi noir sur case blanche f1 · Roi noir sur case blanche h1 | Roi noir sur case blanche b7 · Roi noir sur case blanche h7 · Roi noir sur case blanche b5 · Roi noir sur case blanche f5 · Roi noir sur case blanche b3 · Roi noir sur case blanche d3 · Roi blanc sur case blanche b1 · Roi noir sur case blanche d1 · Roi noir sur case blanche f1 · Roi noir sur case blanche h1 | Roi noir sur case blanche b7 · Roi noir sur case blanche h7 · Roi noir sur case blanche b5 · Roi noir sur case blanche f5 · Roi noir sur case blanche b3 · Roi noir sur case blanche d3 · Roi blanc sur case blanche b1 · Roi noir sur case blanche d1 · Roi noir sur case blanche f1 · Roi noir sur case blanche h1 | Roi noir sur case blanche b7 · Roi noir sur case blanche h7 · Roi noir sur case blanche b5 · Roi noir sur case blanche f5 · Roi noir sur case blanche b3 · Roi noir sur case blanche d3 · Roi blanc sur case blanche b1 · Roi noir sur case blanche d1 · Roi noir sur case blanche f1 · Roi noir sur case blanche h1 | Roi noir sur case blanche b7 · Roi noir sur case blanche h7 · Roi noir sur case blanche b5 · Roi noir sur case blanche f5 · Roi noir sur case blanche b3 · Roi noir sur case blanche d3 · Roi blanc sur case blanche b1 · Roi noir sur case blanche d1 · Roi noir sur case blanche f1 · Roi noir sur case blanche h1 | Roi noir sur case blanche b7 · Roi noir sur case blanche h7 · Roi noir sur case blanche b5 · Roi noir sur case blanche f5 · Roi noir sur case blanche b3 · Roi noir sur case blanche d3 · Roi blanc sur case blanche b1 · Roi noir sur case blanche d1 · Roi noir sur case blanche f1 · Roi noir sur case blanche h1 | 3 |
| 2 | Roi noir sur case blanche b7 · Roi noir sur case blanche h7 · Roi noir sur case blanche b5 · Roi noir sur case blanche f5 · Roi noir sur case blanche b3 · Roi noir sur case blanche d3 · Roi blanc sur case blanche b1 · Roi noir sur case blanche d1 · Roi noir sur case blanche f1 · Roi noir sur case blanche h1 | Roi noir sur case blanche b7 · Roi noir sur case blanche h7 · Roi noir sur case blanche b5 · Roi noir sur case blanche f5 · Roi noir sur case blanche b3 · Roi noir sur case blanche d3 · Roi blanc sur case blanche b1 · Roi noir sur case blanche d1 · Roi noir sur case blanche f1 · Roi noir sur case blanche h1 | Roi noir sur case blanche b7 · Roi noir sur case blanche h7 · Roi noir sur case blanche b5 · Roi noir sur case blanche f5 · Roi noir sur case blanche b3 · Roi noir sur case blanche d3 · Roi blanc sur case blanche b1 · Roi noir sur case blanche d1 · Roi noir sur case blanche f1 · Roi noir sur case blanche h1 | Roi noir sur case blanche b7 · Roi noir sur case blanche h7 · Roi noir sur case blanche b5 · Roi noir sur case blanche f5 · Roi noir sur case blanche b3 · Roi noir sur case blanche d3 · Roi blanc sur case blanche b1 · Roi noir sur case blanche d1 · Roi noir sur case blanche f1 · Roi noir sur case blanche h1 | Roi noir sur case blanche b7 · Roi noir sur case blanche h7 · Roi noir sur case blanche b5 · Roi noir sur case blanche f5 · Roi noir sur case blanche b3 · Roi noir sur case blanche d3 · Roi blanc sur case blanche b1 · Roi noir sur case blanche d1 · Roi noir sur case blanche f1 · Roi noir sur case blanche h1 | Roi noir sur case blanche b7 · Roi noir sur case blanche h7 · Roi noir sur case blanche b5 · Roi noir sur case blanche f5 · Roi noir sur case blanche b3 · Roi noir sur case blanche d3 · Roi blanc sur case blanche b1 · Roi noir sur case blanche d1 · Roi noir sur case blanche f1 · Roi noir sur case blanche h1 | Roi noir sur case blanche b7 · Roi noir sur case blanche h7 · Roi noir sur case blanche b5 · Roi noir sur case blanche f5 · Roi noir sur case blanche b3 · Roi noir sur case blanche d3 · Roi blanc sur case blanche b1 · Roi noir sur case blanche d1 · Roi noir sur case blanche f1 · Roi noir sur case blanche h1 | Roi noir sur case blanche b7 · Roi noir sur case blanche h7 · Roi noir sur case blanche b5 · Roi noir sur case blanche f5 · Roi noir sur case blanche b3 · Roi noir sur case blanche d3 · Roi blanc sur case blanche b1 · Roi noir sur case blanche d1 · Roi noir sur case blanche f1 · Roi noir sur case blanche h1 | 2 |
| 1 | Roi noir sur case blanche b7 · Roi noir sur case blanche h7 · Roi noir sur case blanche b5 · Roi noir sur case blanche f5 · Roi noir sur case blanche b3 · Roi noir sur case blanche d3 · Roi blanc sur case blanche b1 · Roi noir sur case blanche d1 · Roi noir sur case blanche f1 · Roi noir sur case blanche h1 | Roi noir sur case blanche b7 · Roi noir sur case blanche h7 · Roi noir sur case blanche b5 · Roi noir sur case blanche f5 · Roi noir sur case blanche b3 · Roi noir sur case blanche d3 · Roi blanc sur case blanche b1 · Roi noir sur case blanche d1 · Roi noir sur case blanche f1 · Roi noir sur case blanche h1 | Roi noir sur case blanche b7 · Roi noir sur case blanche h7 · Roi noir sur case blanche b5 · Roi noir sur case blanche f5 · Roi noir sur case blanche b3 · Roi noir sur case blanche d3 · Roi blanc sur case blanche b1 · Roi noir sur case blanche d1 · Roi noir sur case blanche f1 · Roi noir sur case blanche h1 | Roi noir sur case blanche b7 · Roi noir sur case blanche h7 · Roi noir sur case blanche b5 · Roi noir sur case blanche f5 · Roi noir sur case blanche b3 · Roi noir sur case blanche d3 · Roi blanc sur case blanche b1 · Roi noir sur case blanche d1 · Roi noir sur case blanche f1 · Roi noir sur case blanche h1 | Roi noir sur case blanche b7 · Roi noir sur case blanche h7 · Roi noir sur case blanche b5 · Roi noir sur case blanche f5 · Roi noir sur case blanche b3 · Roi noir sur case blanche d3 · Roi blanc sur case blanche b1 · Roi noir sur case blanche d1 · Roi noir sur case blanche f1 · Roi noir sur case blanche h1 | Roi noir sur case blanche b7 · Roi noir sur case blanche h7 · Roi noir sur case blanche b5 · Roi noir sur case blanche f5 · Roi noir sur case blanche b3 · Roi noir sur case blanche d3 · Roi blanc sur case blanche b1 · Roi noir sur case blanche d1 · Roi noir sur case blanche f1 · Roi noir sur case blanche h1 | Roi noir sur case blanche b7 · Roi noir sur case blanche h7 · Roi noir sur case blanche b5 · Roi noir sur case blanche f5 · Roi noir sur case blanche b3 · Roi noir sur case blanche d3 · Roi blanc sur case blanche b1 · Roi noir sur case blanche d1 · Roi noir sur case blanche f1 · Roi noir sur case blanche h1 | Roi noir sur case blanche b7 · Roi noir sur case blanche h7 · Roi noir sur case blanche b5 · Roi noir sur case blanche f5 · Roi noir sur case blanche b3 · Roi noir sur case blanche d3 · Roi blanc sur case blanche b1 · Roi noir sur case blanche d1 · Roi noir sur case blanche f1 · Roi noir sur case blanche h1 | 1 |
|   | a | b | c | d | e | f | g | h |   |

Il existe différentes formes d'opposition : oppositions horizontales, verticales ou diagonales, immédiates ou distantes. L'opposition est immédiate quand une seule case sépare les Rois, elle est distante dans tous les autres cas.
Dans le diagramme ci-dessous, pour le Roi blanc en b1, toutes les cases marquées par un Roi noir sont des positions d'opposition. Chaque fois, les Rois sont sur des cases de même couleur et sont séparés par un nombre impair de cases. Dans le cas de l'opposition diagonale, les Rois se trouvent aux extrémités de la diagonale d'un carré dont les quatre coins sont de la même couleur.
Seule l'opposition verticale ou horizontale est effective, l'opposition diagonale n'est que virtuelle. Elle peut se transformer en opposition effective, mais, comme telle, elle ne peut empêcher le Roi adverse d'avancer. Le roi ayant l'opposition distante peut la garder mais pas la transformer en opposition immédiate sans coopération du roi adverse.

### Loi des deux cases
L'opposition est conservée lorsque les Rois s'approchent ou s'éloignent de deux cases.
|   | a | b | c | d | e | f | g | h |   |
| 8 | Roi noir sur case blanche a8 · croix noire sur case blanche f7 · croix noire sur case noire g7 · croix noire sur case blanche h7 · Roi blanc sur case noire a1 | Roi noir sur case blanche a8 · croix noire sur case blanche f7 · croix noire sur case noire g7 · croix noire sur case blanche h7 · Roi blanc sur case noire a1 | Roi noir sur case blanche a8 · croix noire sur case blanche f7 · croix noire sur case noire g7 · croix noire sur case blanche h7 · Roi blanc sur case noire a1 | Roi noir sur case blanche a8 · croix noire sur case blanche f7 · croix noire sur case noire g7 · croix noire sur case blanche h7 · Roi blanc sur case noire a1 | Roi noir sur case blanche a8 · croix noire sur case blanche f7 · croix noire sur case noire g7 · croix noire sur case blanche h7 · Roi blanc sur case noire a1 | Roi noir sur case blanche a8 · croix noire sur case blanche f7 · croix noire sur case noire g7 · croix noire sur case blanche h7 · Roi blanc sur case noire a1 | Roi noir sur case blanche a8 · croix noire sur case blanche f7 · croix noire sur case noire g7 · croix noire sur case blanche h7 · Roi blanc sur case noire a1 | Roi noir sur case blanche a8 · croix noire sur case blanche f7 · croix noire sur case noire g7 · croix noire sur case blanche h7 · Roi blanc sur case noire a1 | 8 |
| 7 | Roi noir sur case blanche a8 · croix noire sur case blanche f7 · croix noire sur case noire g7 · croix noire sur case blanche h7 · Roi blanc sur case noire a1 | Roi noir sur case blanche a8 · croix noire sur case blanche f7 · croix noire sur case noire g7 · croix noire sur case blanche h7 · Roi blanc sur case noire a1 | Roi noir sur case blanche a8 · croix noire sur case blanche f7 · croix noire sur case noire g7 · croix noire sur case blanche h7 · Roi blanc sur case noire a1 | Roi noir sur case blanche a8 · croix noire sur case blanche f7 · croix noire sur case noire g7 · croix noire sur case blanche h7 · Roi blanc sur case noire a1 | Roi noir sur case blanche a8 · croix noire sur case blanche f7 · croix noire sur case noire g7 · croix noire sur case blanche h7 · Roi blanc sur case noire a1 | Roi noir sur case blanche a8 · croix noire sur case blanche f7 · croix noire sur case noire g7 · croix noire sur case blanche h7 · Roi blanc sur case noire a1 | Roi noir sur case blanche a8 · croix noire sur case blanche f7 · croix noire sur case noire g7 · croix noire sur case blanche h7 · Roi blanc sur case noire a1 | Roi noir sur case blanche a8 · croix noire sur case blanche f7 · croix noire sur case noire g7 · croix noire sur case blanche h7 · Roi blanc sur case noire a1 | 7 |
| 6 | Roi noir sur case blanche a8 · croix noire sur case blanche f7 · croix noire sur case noire g7 · croix noire sur case blanche h7 · Roi blanc sur case noire a1 | Roi noir sur case blanche a8 · croix noire sur case blanche f7 · croix noire sur case noire g7 · croix noire sur case blanche h7 · Roi blanc sur case noire a1 | Roi noir sur case blanche a8 · croix noire sur case blanche f7 · croix noire sur case noire g7 · croix noire sur case blanche h7 · Roi blanc sur case noire a1 | Roi noir sur case blanche a8 · croix noire sur case blanche f7 · croix noire sur case noire g7 · croix noire sur case blanche h7 · Roi blanc sur case noire a1 | Roi noir sur case blanche a8 · croix noire sur case blanche f7 · croix noire sur case noire g7 · croix noire sur case blanche h7 · Roi blanc sur case noire a1 | Roi noir sur case blanche a8 · croix noire sur case blanche f7 · croix noire sur case noire g7 · croix noire sur case blanche h7 · Roi blanc sur case noire a1 | Roi noir sur case blanche a8 · croix noire sur case blanche f7 · croix noire sur case noire g7 · croix noire sur case blanche h7 · Roi blanc sur case noire a1 | Roi noir sur case blanche a8 · croix noire sur case blanche f7 · croix noire sur case noire g7 · croix noire sur case blanche h7 · Roi blanc sur case noire a1 | 6 |
| 5 | Roi noir sur case blanche a8 · croix noire sur case blanche f7 · croix noire sur case noire g7 · croix noire sur case blanche h7 · Roi blanc sur case noire a1 | Roi noir sur case blanche a8 · croix noire sur case blanche f7 · croix noire sur case noire g7 · croix noire sur case blanche h7 · Roi blanc sur case noire a1 | Roi noir sur case blanche a8 · croix noire sur case blanche f7 · croix noire sur case noire g7 · croix noire sur case blanche h7 · Roi blanc sur case noire a1 | Roi noir sur case blanche a8 · croix noire sur case blanche f7 · croix noire sur case noire g7 · croix noire sur case blanche h7 · Roi blanc sur case noire a1 | Roi noir sur case blanche a8 · croix noire sur case blanche f7 · croix noire sur case noire g7 · croix noire sur case blanche h7 · Roi blanc sur case noire a1 | Roi noir sur case blanche a8 · croix noire sur case blanche f7 · croix noire sur case noire g7 · croix noire sur case blanche h7 · Roi blanc sur case noire a1 | Roi noir sur case blanche a8 · croix noire sur case blanche f7 · croix noire sur case noire g7 · croix noire sur case blanche h7 · Roi blanc sur case noire a1 | Roi noir sur case blanche a8 · croix noire sur case blanche f7 · croix noire sur case noire g7 · croix noire sur case blanche h7 · Roi blanc sur case noire a1 | 5 |
| 4 | Roi noir sur case blanche a8 · croix noire sur case blanche f7 · croix noire sur case noire g7 · croix noire sur case blanche h7 · Roi blanc sur case noire a1 | Roi noir sur case blanche a8 · croix noire sur case blanche f7 · croix noire sur case noire g7 · croix noire sur case blanche h7 · Roi blanc sur case noire a1 | Roi noir sur case blanche a8 · croix noire sur case blanche f7 · croix noire sur case noire g7 · croix noire sur case blanche h7 · Roi blanc sur case noire a1 | Roi noir sur case blanche a8 · croix noire sur case blanche f7 · croix noire sur case noire g7 · croix noire sur case blanche h7 · Roi blanc sur case noire a1 | Roi noir sur case blanche a8 · croix noire sur case blanche f7 · croix noire sur case noire g7 · croix noire sur case blanche h7 · Roi blanc sur case noire a1 | Roi noir sur case blanche a8 · croix noire sur case blanche f7 · croix noire sur case noire g7 · croix noire sur case blanche h7 · Roi blanc sur case noire a1 | Roi noir sur case blanche a8 · croix noire sur case blanche f7 · croix noire sur case noire g7 · croix noire sur case blanche h7 · Roi blanc sur case noire a1 | Roi noir sur case blanche a8 · croix noire sur case blanche f7 · croix noire sur case noire g7 · croix noire sur case blanche h7 · Roi blanc sur case noire a1 | 4 |
| 3 | Roi noir sur case blanche a8 · croix noire sur case blanche f7 · croix noire sur case noire g7 · croix noire sur case blanche h7 · Roi blanc sur case noire a1 | Roi noir sur case blanche a8 · croix noire sur case blanche f7 · croix noire sur case noire g7 · croix noire sur case blanche h7 · Roi blanc sur case noire a1 | Roi noir sur case blanche a8 · croix noire sur case blanche f7 · croix noire sur case noire g7 · croix noire sur case blanche h7 · Roi blanc sur case noire a1 | Roi noir sur case blanche a8 · croix noire sur case blanche f7 · croix noire sur case noire g7 · croix noire sur case blanche h7 · Roi blanc sur case noire a1 | Roi noir sur case blanche a8 · croix noire sur case blanche f7 · croix noire sur case noire g7 · croix noire sur case blanche h7 · Roi blanc sur case noire a1 | Roi noir sur case blanche a8 · croix noire sur case blanche f7 · croix noire sur case noire g7 · croix noire sur case blanche h7 · Roi blanc sur case noire a1 | Roi noir sur case blanche a8 · croix noire sur case blanche f7 · croix noire sur case noire g7 · croix noire sur case blanche h7 · Roi blanc sur case noire a1 | Roi noir sur case blanche a8 · croix noire sur case blanche f7 · croix noire sur case noire g7 · croix noire sur case blanche h7 · Roi blanc sur case noire a1 | 3 |
| 2 | Roi noir sur case blanche a8 · croix noire sur case blanche f7 · croix noire sur case noire g7 · croix noire sur case blanche h7 · Roi blanc sur case noire a1 | Roi noir sur case blanche a8 · croix noire sur case blanche f7 · croix noire sur case noire g7 · croix noire sur case blanche h7 · Roi blanc sur case noire a1 | Roi noir sur case blanche a8 · croix noire sur case blanche f7 · croix noire sur case noire g7 · croix noire sur case blanche h7 · Roi blanc sur case noire a1 | Roi noir sur case blanche a8 · croix noire sur case blanche f7 · croix noire sur case noire g7 · croix noire sur case blanche h7 · Roi blanc sur case noire a1 | Roi noir sur case blanche a8 · croix noire sur case blanche f7 · croix noire sur case noire g7 · croix noire sur case blanche h7 · Roi blanc sur case noire a1 | Roi noir sur case blanche a8 · croix noire sur case blanche f7 · croix noire sur case noire g7 · croix noire sur case blanche h7 · Roi blanc sur case noire a1 | Roi noir sur case blanche a8 · croix noire sur case blanche f7 · croix noire sur case noire g7 · croix noire sur case blanche h7 · Roi blanc sur case noire a1 | Roi noir sur case blanche a8 · croix noire sur case blanche f7 · croix noire sur case noire g7 · croix noire sur case blanche h7 · Roi blanc sur case noire a1 | 2 |
| 1 | Roi noir sur case blanche a8 · croix noire sur case blanche f7 · croix noire sur case noire g7 · croix noire sur case blanche h7 · Roi blanc sur case noire a1 | Roi noir sur case blanche a8 · croix noire sur case blanche f7 · croix noire sur case noire g7 · croix noire sur case blanche h7 · Roi blanc sur case noire a1 | Roi noir sur case blanche a8 · croix noire sur case blanche f7 · croix noire sur case noire g7 · croix noire sur case blanche h7 · Roi blanc sur case noire a1 | Roi noir sur case blanche a8 · croix noire sur case blanche f7 · croix noire sur case noire g7 · croix noire sur case blanche h7 · Roi blanc sur case noire a1 | Roi noir sur case blanche a8 · croix noire sur case blanche f7 · croix noire sur case noire g7 · croix noire sur case blanche h7 · Roi blanc sur case noire a1 | Roi noir sur case blanche a8 · croix noire sur case blanche f7 · croix noire sur case noire g7 · croix noire sur case blanche h7 · Roi blanc sur case noire a1 | Roi noir sur case blanche a8 · croix noire sur case blanche f7 · croix noire sur case noire g7 · croix noire sur case blanche h7 · Roi blanc sur case noire a1 | Roi noir sur case blanche a8 · croix noire sur case blanche f7 · croix noire sur case noire g7 · croix noire sur case blanche h7 · Roi blanc sur case noire a1 | 1 |
|   | a | b | c | d | e | f | g | h |   |

Pour garder l'opposition, un roi doit aller sur la même couleur de cases que celle du roi adverse, tout en restant sur la même colonne. Dans la position à droite, le roi blanc doit atteindre une des cases f6,g6 ou h6. Le coup qui garde l'opposition déplacera le roi sur une case blanche (le roi noir étant sur une case blanche) sur la colonne a (ou se trouve le roi noir), c'est donc 1.Ra2. En suivant cette règle, on continue par : 1...Ra7 2.Ra3 Ra6 3.Ra4 Rb6 4.Rb4 Rc6 etc. jusqu'à 9.Rg4 Rh6 10.Rf5 et ainsi de suite, en descendant ligne par ligne.